# Anemone prattii
Anemone prattii är en ranunkelväxtart som beskrevs av Ernst Huth och Oskar Eberhard Ulbrich. Anemone prattii ingår i släktet sippor, och familjen ranunkelväxter. Inga underarter finns listade i Catalogue of Life.

## Bilder

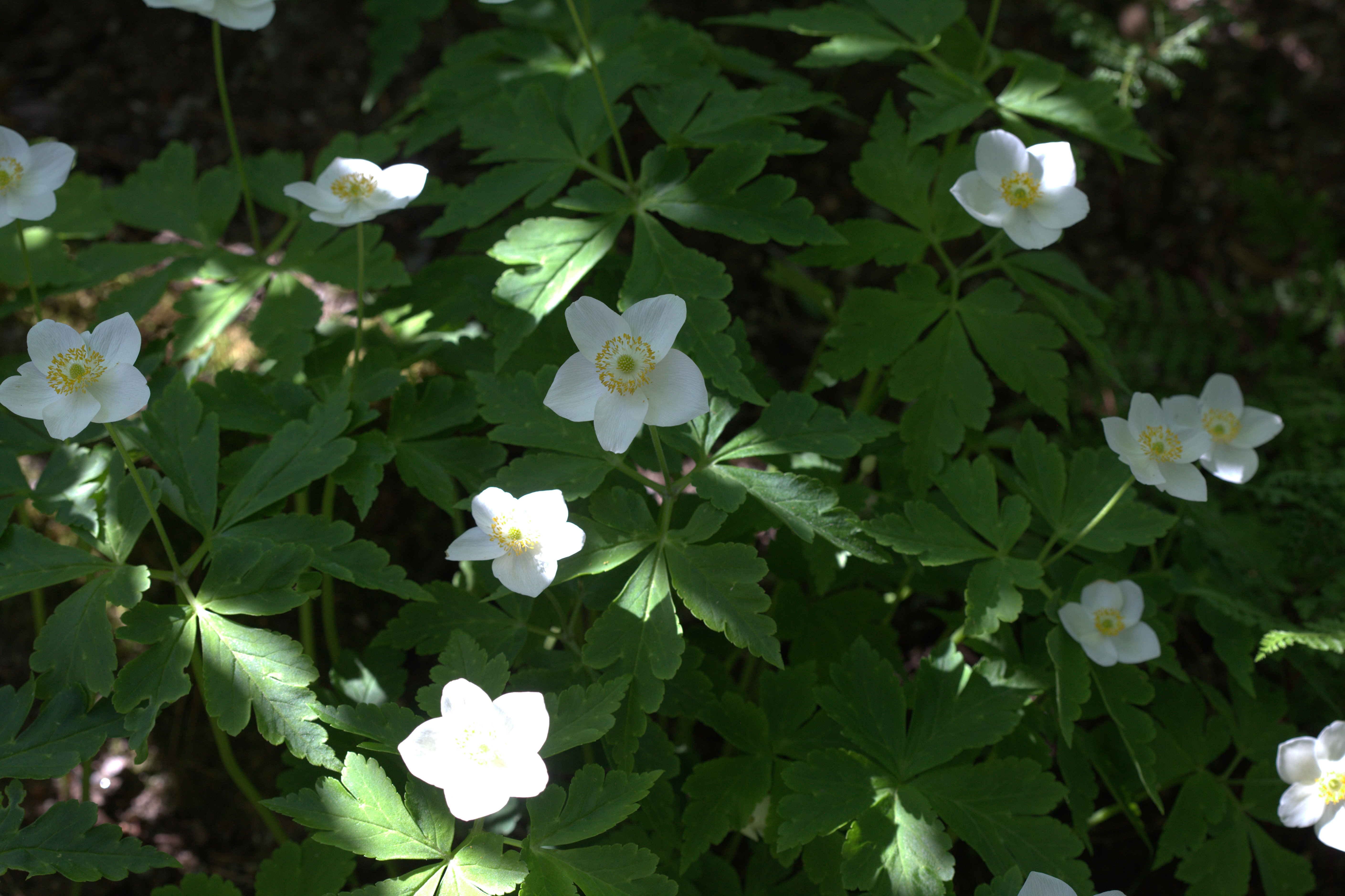
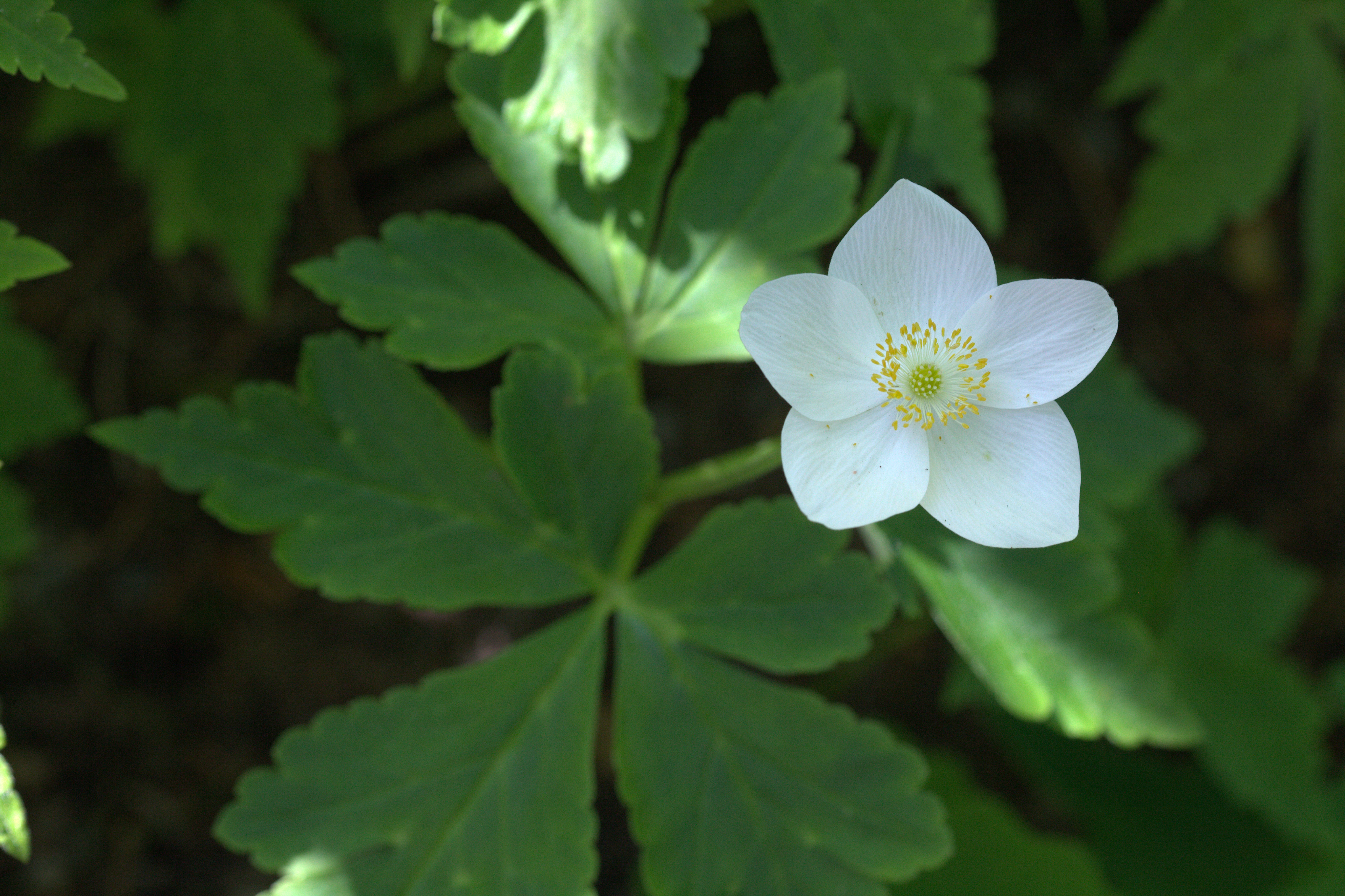
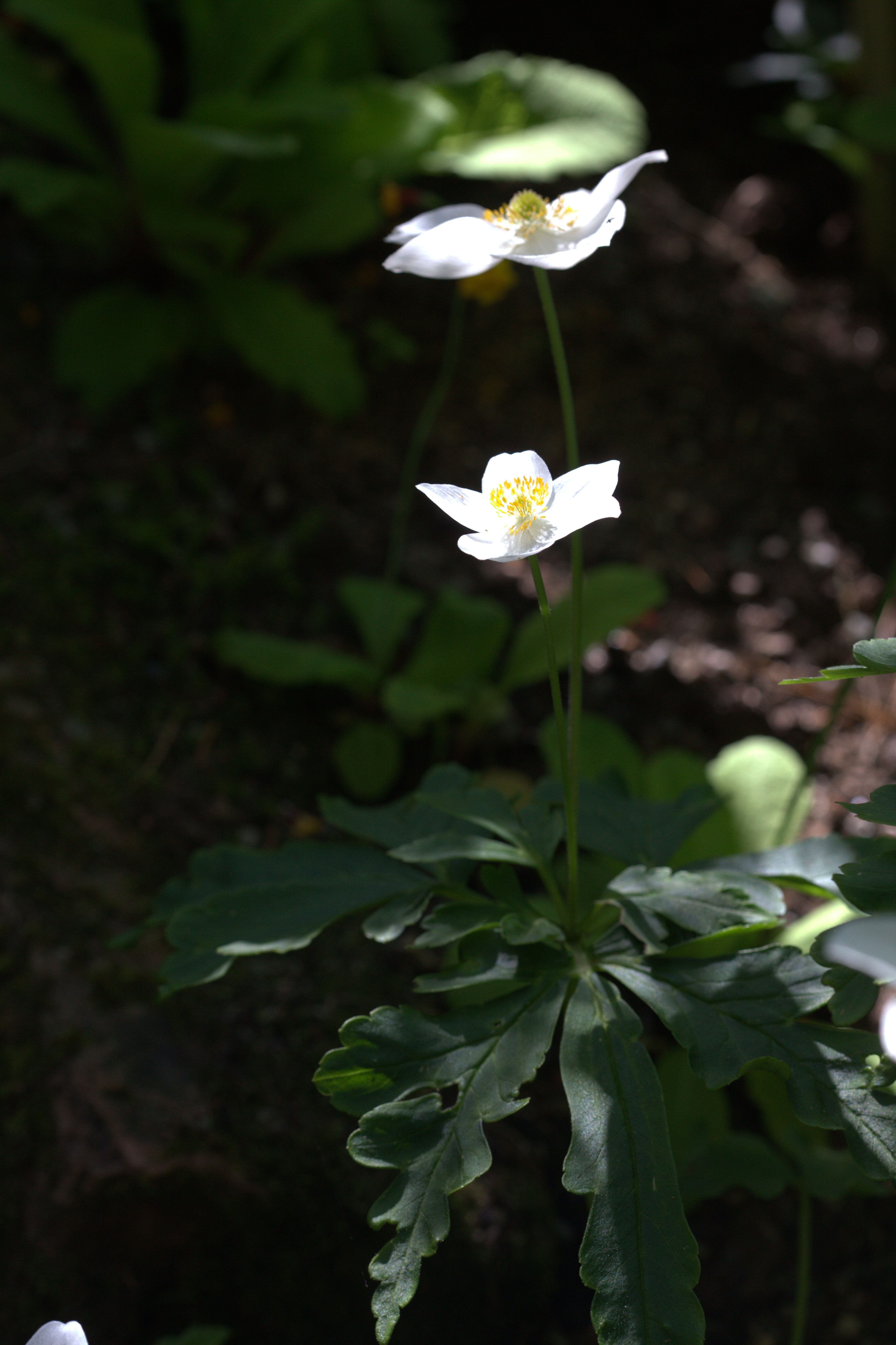